# Gebhard Gagg

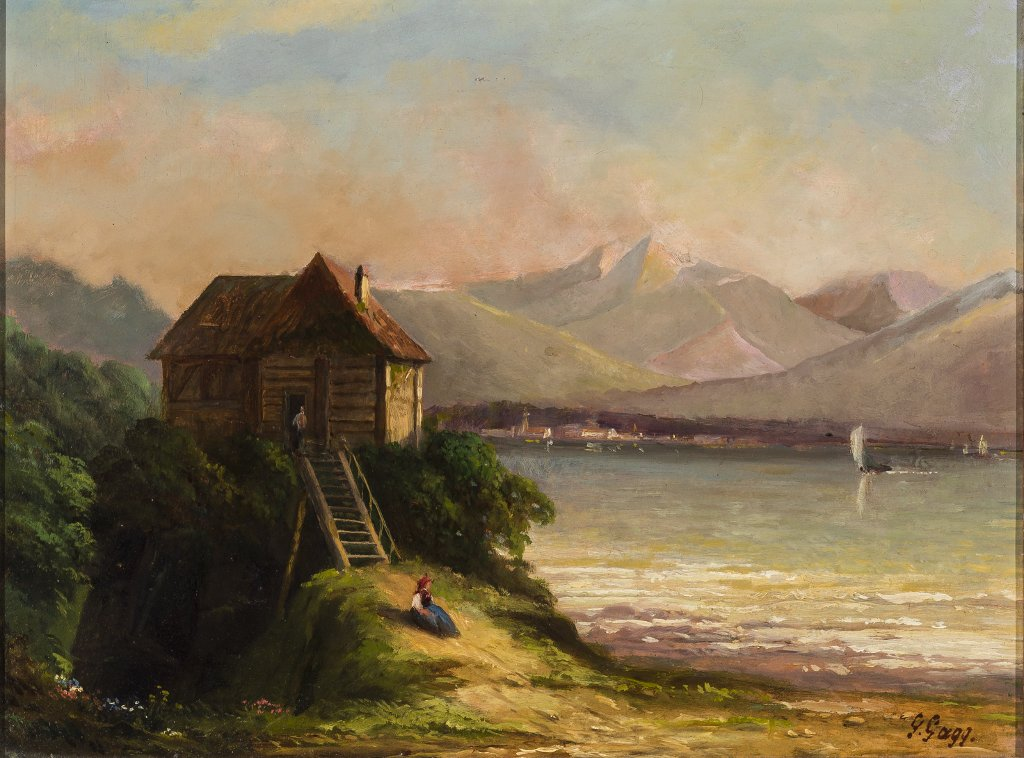
G.Gagg, Aquarell, Hexenhäusle, Bregenz

Gebhard Gagg (* 8. Juni 1838 oder 1839 in Luzern; † 24. Dezember 1921 in Konstanz) war ein Schweizer Maler, Lithograf und Fotograf.

## Leben
Gebhard Gagg machte bei Johann Nepomuk Heinemann in Donaueschingen eine Ausbildung als Lithograf. Danach bereiste er Deutschland und die Schweiz und ließ sich 1867 in Konstanz nieder. Ab 1867 war er Zeichenlehrer und ab 1869 Professor am Gymnasium/Lyceum in Konstanz. Gagg arbeitete für lithografische Anstalten, er war als Zeitschriften- und Buchillustrator sowie als Porzellanmaler tätig.

## Werke
Gagg war ein vielseitiger Künstler, er schuf Lithografien, Aquarelle, Zeichnungen, Ansichtskarten, Postkarten in vielen unterschiedlichen Techniken (Öl, Tusche etc.). Motive seiner Arbeiten waren oft der Bodensee, Konstanz, der Hohentwiel oder Freiburg. Eine Übersicht über ein- und mehrfarbige Postkarten und Ansichtskarten gibt MEYER (2008)..

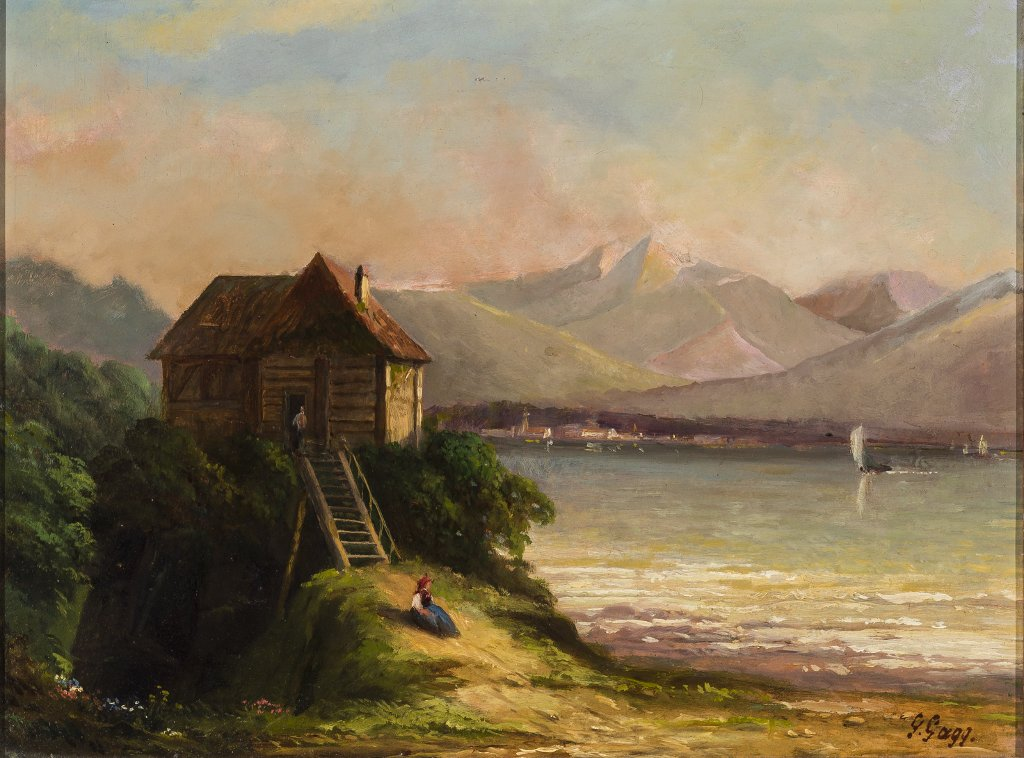
Hexenhäusle bei Bregenz
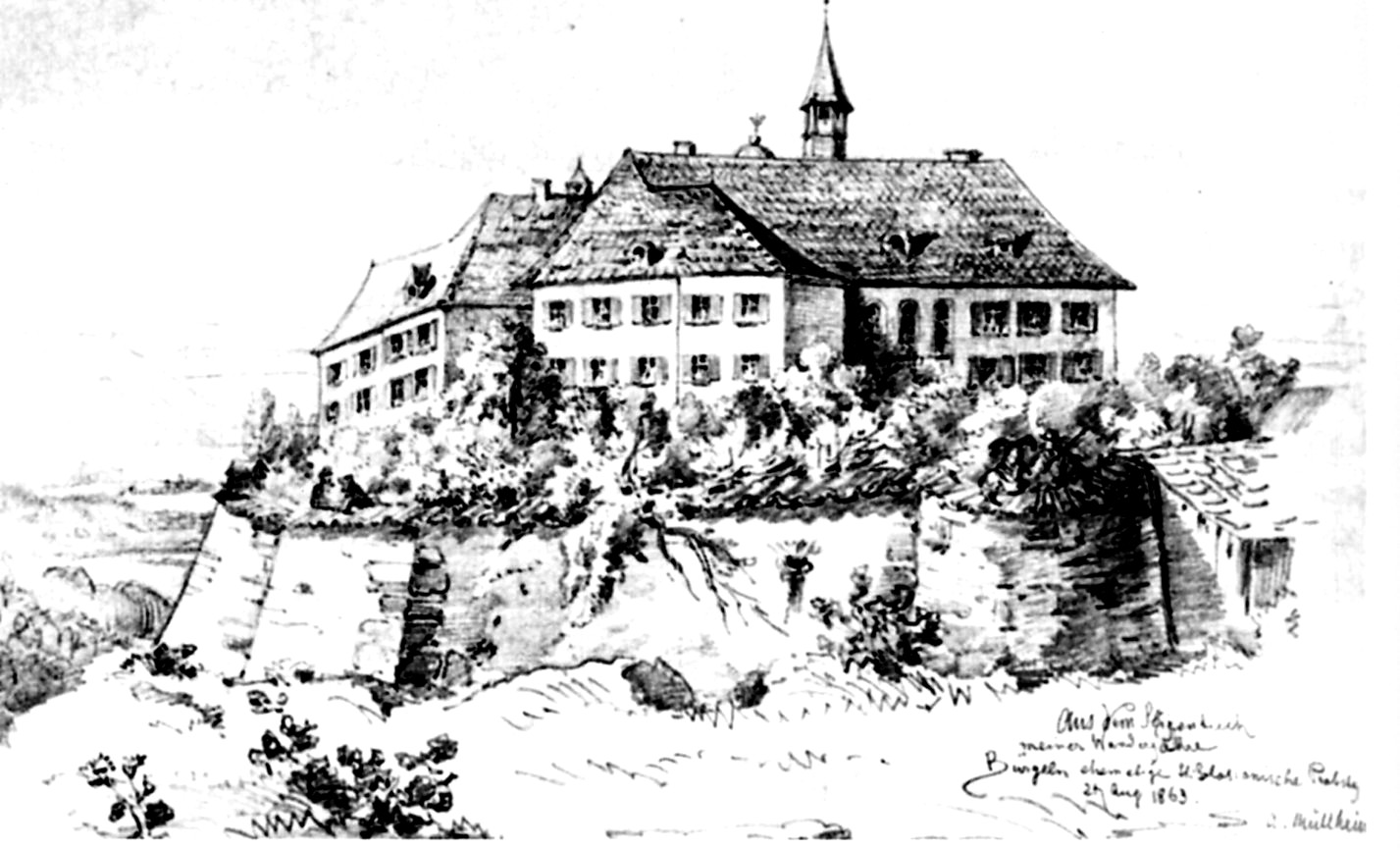
Schloss Bürgeln, 1863
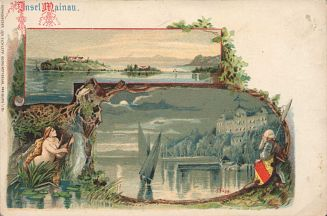
Insel Mainau
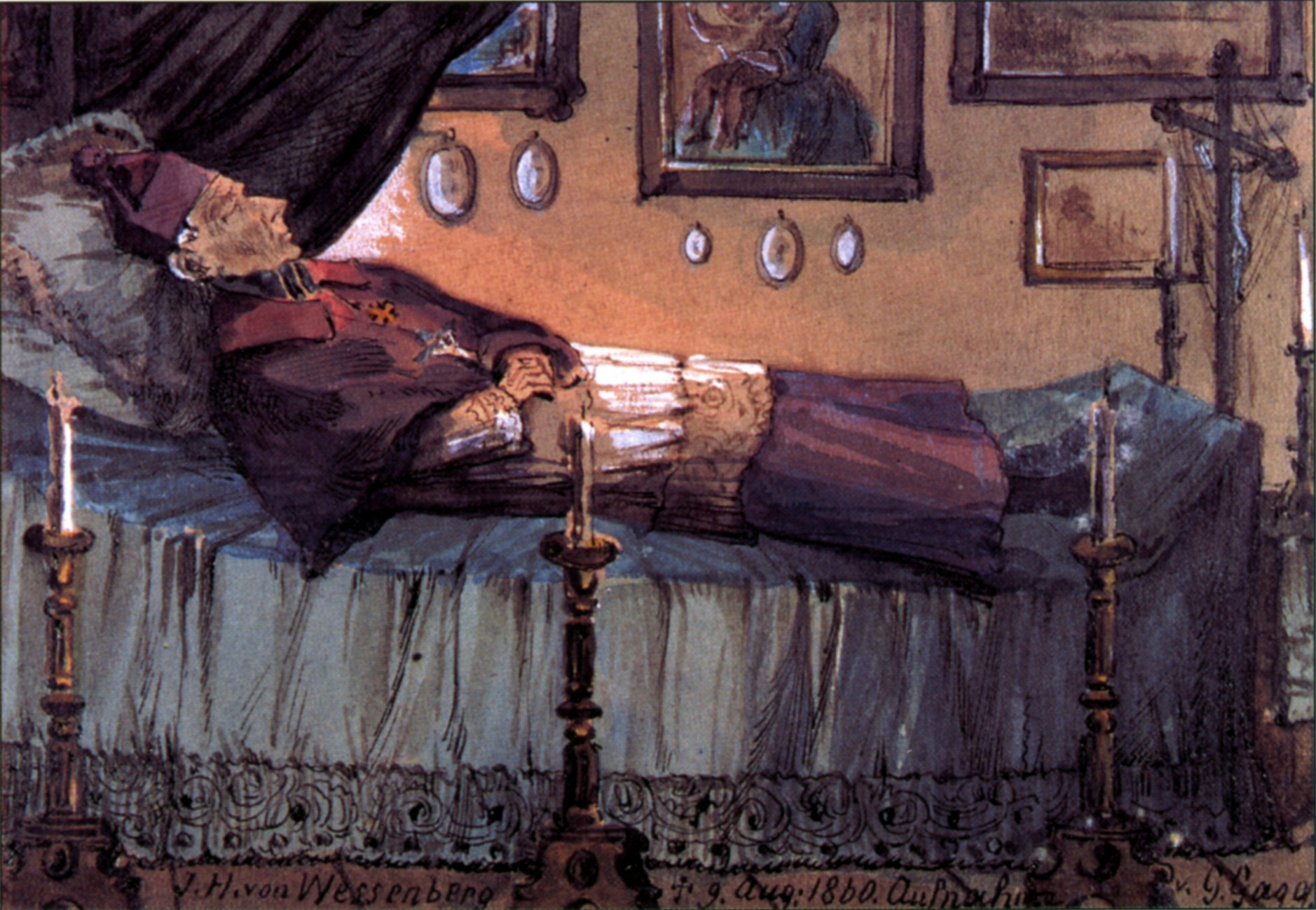
Wessenberg, 1860

## Buchpublikationen
- Geschichte vom Hohentwiel. Hohentwiel im Krieg und Frieden. Ein Führer durch die Festungsruinen. Verlag Josef Ott, Singen (Htw) 1919.
- Zwölf der bedeutendsten Thürme und Tore von Konstanz. Gezeichnet von G. Gagg mit kurzen Geleitworten.